# A.H. van der Post
A.H. van der Post (Zuilen, 30 september 1924 – Utrecht, 9 juni 1977) was een Nederlands politicus van de KVP.
Hij ging in Utrecht naar het St. Bonifatiuscollege en was tijdens de Tweede Wereldoorlog enige tijd geïnterneerd in Kamp Vught. In 1953 is hij afgestudeerd in de rechten bij de Rijksuniversiteit Utrecht waarna hij als adjunct-commies ging werken bij de gemeentesecretarie van Uithoorn. In 1958 maakte hij de overstap naar de gemeente Utrecht waar hij als juridisch adviseur werkzaam was. Hij was daar referendaris A voor hij met ingang van oktober 1962 benoemd werd tot burgemeester van IJsselstein. Op dat moment was zijn schoonvader F.J.A.M. Monchen burgemeester van de gemeenten Montfoort en Willeskop. Vanaf december 1970 was Van der Post burgemeester van Leusden. In mei 1977 ging hij voor een operatie aan de halswervel naar het ziekenhuis en enkele weken later overleed hij daar op 52-jarige leeftijd.